# Egina
Egina est un important gisement de pétrole offshore nigérian situé en eaux profondes dans le golfe de Guinée découvert en 2003, et dont la production a démarré en décembre 2018.  

## Présentation
Le gisement d'Egina est situé au sud-ouest en mer, à 130 kilomètres des côtes (200 kilomètres de Port Harcourt) et 1500 mètres de profondeur.
Il s'agit du second développement mis en production sur le bloc « Oil Mining Lease 130 » après le champ d'Akpo, démarré en 2009. 
La licence de production de TotalEnergies sur ce bloc a été renouvelée pour 20 ans en mai 2023. 
La compagnie TotalEnergies qui exploite le champ d'Egina détient, en 2023, une participation de 24 % dans ce bloc « OML 130 », avec CNOOC (45 %), SAPETRO (South Atlantic Petroleum, 15%) et Prime 130 (16 %), en partenariat avec la Nigerian National Petroleum Corporation, concessionnaire du contrat.

## Chronologie
Le gisement d'Egina a été découvert en 2003. La décision d'investissement a été prise en 2013, lorsque le prix du baril dépassait les 100 dollars, juste avant la baisse du prix du pétrole de 2014-2016. Cette crise a forcé Total, le principal opérateur depuis le rachat en 2014 des parts de l'américain ConocoPhillips, a réduire ses coûts en cours de route. Le montant total investi pour l'exploration et l'exploitation du gisement d'Egina est d’environ 16 milliards de dollars.
La plateforme flottante « FPSO » destinée à l’exploration du champ a été terminée et a quitté le chantier naval de Lagos en juillet 2018. Il s'agit du plus grand jamais construit par Total, avec 220.000 tonnes, 330 mètres de long sur 60 mètres de large. L'exploitation du champ a débuté en décembre 2018. 

## Exploitation
La production a pour ambition d'atteindre 200.000 barils par jour, ce qui correspond à environ 10 % de la production nationale du Nigeria. Egina est le premier projet pétrolier à atteindre le niveau « zéro gaz torché ». Le gaz rejeté par ce champ pétrolier est comprimé, transporté via la ligne d'exportation de gaz Akpo/Amenam et liquéfié dans le terminal de Nigeria LNG, à un volume d'environ 125 millions de pieds cubes de gaz par jour. 
Egina est aussi le premier projet pétrolier du Nigeria lancé après le vote de la loi d'obligation de « local content » en 2010. En vertu de l'application de cette loi, la majorité de la plate-forme du FPSO a été assemblée dans les chantiers navals de Samsung en Corée du Sud mais six modules sur dix-huit ont été construits et intégrés localement. Au total, plus de la moitié des acteurs impliqués dans sa construction du matériel parapétrolier offshore sont nigérians, et près de 75 % des heures travaillées sur le projet effectuées sur place, à Port Harcourt ou à Lagos. Au pic du chantier, plus de 3.000 personnes travaillaient à la construction d'Egina.